# Kennedy (Familienname)
Kennedy ist ein Familienname, der im englischen Sprachraum vorkommt.

## Herkunft und Bedeutung
Kennedy ist ein anglisierter Name gälischer Herkunft. Es handelt sich um die anglisierte Form von Ó Cinnéide (auch Ó Cinnéidigh, Ó Cinnéididh, Ó Ceannéidigh, Ó Ceinnéidigh, „Enkel/Nachfahr des Cinnéidigh“; Cinnéidigh wiederum bedeutet „behelmter Kopf“ oder „hässlicher Kopf“). Anglisierte Varianten des Namens sind O’Kennedy und Kennedie.

## Namensträger
- Mitglieder der Politikerfamilie Kennedy

### A
- A. L. Kennedy (* 1965), britische Schriftstellerin
- Adrienne Kennedy (* 1931), US-amerikanische Autorin und Dramatikerin
- Alan Kennedy (* 1954), englischer Fußballspieler
- Alanna Kennedy (* 1995), australische Fußballspielerin
- Alex Kennedy (* 1992), neuseeländischer Ruderer
- Alexander Lorimer Kennedy (1889–1972), australischer Physiker und Polarforscher
- Alicia Kennedy, Baroness Kennedy of Cradley (* 1969), britische Politikerin (Labour Party)
- Alison Louise Kennedy (* 1965), britische Schriftstellerin, siehe A. L. Kennedy
- Ambrose Kennedy (Politiker) (1875–1967), US-amerikanischer Politiker (Rhode Island)
- Ambrose Jerome Kennedy (1893–1950), US-amerikanischer Politiker (Maryland)
- Andrew Kennedy (Politiker) (1810–1847), US-amerikanischer Politiker
- Andrew Kennedy (Fußballspieler) (1895–1963), nordirischer Fußballspieler
- Andrew Kennedy (Basketballspieler) (* 1965), jamaikanisch-amerikanischer Basketballspieler
- Andrew Kennedy (Sänger) (* 1977), englischer Sänger (Tenor)
- Angela Kennedy (* 1976), australische Schwimmerin
- Anthony Kennedy (Politiker) (1810–1892), US-amerikanischer Politiker
- Anthony Kennedy (Jurist) (Anthony McLeod Kennedy; * 1936), ehemaliger Richter am Obersten Gerichtshof der Vereinigten Staaten
- Anthony Kennedy (Pokerspieler), britischer Pokerspieler
- Archibald Kennedy, 1. Marquess of Ailsa (1770–1846), britischer Peer und Politiker
- Archibald Kennedy, 2. Marquess of Ailsa (1816–1870), britischer Peer
- Archibald Kennedy, 3. Marquess of Ailsa (1847–1938), britischer Peer
- Archibald Kennedy, 4. Marquess of Ailsa (1872–1943), britischer Peer
- Archibald Kennedy, 7. Marquess of Ailsa (1925–1994), britischer Peer und Politiker
- Archibald Kennedy, 8. Marquess of Ailsa (1956–2015), britischer Peer und Politiker
- Arthur Kennedy (1914–1990), US-amerikanischer Schauspieler
- Arthur Kennedy (Bischof) (* 1942), US-amerikanischer Geistlicher, emeritierter Weihbischof in Boston
- Arthur Edward Kennedy (1809–1883), britischer Kolonialadministrator

### B
- Baby Jean Kennedy (* 1948), gängiger Künstlername von Joyce Jean Kennedy
- Bap Kennedy (1962–2016), nordirischer Sänger, Songwriter und Gitarrist
- Barbara Horan Kennedy (* 1957), US-amerikanische Film- und Fernsehschauspielerin
- Barry Kennedy (* 1953), kanadischer Fünfkämpfer
- Beate Kennedy (* 1962), deutsche Germanistin
- Benjamin Hall Kennedy (1804–1889), britischer Klassischer Philologe
- Bianca Kennedy (* 1989), siehe kennedy+swan, Bestandteil des Künstlerduos
- Bill Kennedy (Schauspieler) (1908–1997), US-amerikanischer Schauspieler
- Bill Kennedy (Basketballspieler) (1938–2006), US-amerikanischer Basketballspieler
- Bill Kennedy (Schiedsrichter) (* 1966), US-amerikanischer Basketballschiedsrichter
- Bob Kennedy (Politiker), US-amerikanischer Maschinenbauingenieur und Politiker
- Bob Kennedy (* 1970), US-amerikanischer Langstreckenläufer
- Bobby Kennedy (Fußballspieler) (Robert Kennedy; 1937–2025), schottischer Fußballspieler und -trainer
- Bobby Kennedy (1925–1968), US-amerikanischer Senator, Justizminister und Präsidentschaftskandidat, siehe Robert F. Kennedy
- Brian Kennedy (Tischtennisspieler), englischer Tischtennisspieler
- Brian Kennedy (Sänger) (* 1966), nordirischer Sänger und Autor
- Brian Kennedy (Musikproduzent) (* 1983), US-amerikanischer Musikproduzent und Songwriter
- Brian Kennedy (Skilangläufer) (* 1990), irischer Skilangläufer
- Burt Kennedy (1922–2001), US-amerikanischer Filmregisseur

### C
- Cameron Kennedy (* 1993), kanadischer Schauspieler
- Carlos Kennedy (1911–1967), argentinischer Schwimmer
- Caroline Kennedy (* 1957), US-amerikanische Autorin, Tochter von John F. Kennedy
- Caroline Kennedy-Pipe (* 1961), britische Politikwissenschaftlerin
- Carrie Kennedy (1862–1915), US-amerikanische Modeschöpferin
- Charles Kennedy (1959–2015), britischer Politiker (Liberal Democrats)
- Charles Kennedy-Purvis (1884–1946), britischer Marineoffizier
- Charles A. Kennedy (1869–1951), US-amerikanischer Politiker
- Charlie Kennedy (1927–2009), US-amerikanischer Jazzmusiker
- Chris Kennedy (Filmemacher) (1948–2013), australischer Filmemacher
- Chris Kennedy (Tennisspieler) (* 1963), US-amerikanischer Tennisspieler
- Chris Kennedy (Szenenbildner), australischer Szenenbildner
- Clarence Hamilton Kennedy (1879–1952), US-amerikanischer Zoologe und Illustrator
- Clarice Kennedy (1910–1998), australische Leichtathletin
- Cornelia Kennedy († 2014), US-amerikanische Juristin
- Corrina Kennedy (* 1970), kanadische Kanutin
- Cortez Kennedy (1968–2017), US-amerikanischer Footballspieler
- Cory Kennedy (* 1990), US-amerikanisches It-Girl
- Cory Kennedy (Skateboarder) (* 1990), US-amerikanischer Skateboarder
- Courtney Kennedy (* 1979), US-amerikanische Eishockeyspielerin

### D
- Daisy Kennedy (1893–1981), australische Violinistin
- Dan Kennedy (* 1982), US-amerikanischer Fußballspieler
- Dave Kennedy (* 1953), irischer Autorennfahrer
- David Kennedy (Fußballspieler, 1878) (1878–1947), englischer Fußballspieler
- David M. Kennedy (1905–1996), US-amerikanischer Geschäftsmann, Diplomat und Politiker
- David Kennedy (Werbeunternehmer) (1939–2021), US-amerikanischer Werbeunternehmer, Gründer von Wieden+Kennedy
- David M. Kennedy (Historiker) (* 1941), US-amerikanischer Historiker
- David Kennedy (Filmproduzent) († 2015), US-amerikanischer Filmproduzent
- David L. Kennedy (* 1948), schottischer Luftbildarchäologe, Historiker und Professor an der University of Western Australia
- David Kennedy (Fußballspieler, 1950) (* 1950), englischer Fußballspieler
- David W. Kennedy (* 1954), US-amerikanischer Jurist, Professor für Völkerrecht
- David A. Kennedy (1955–1984), Sohn von Robert F. Kennedy und Ethel Skakel
- David Kennedy (Schauspieler) (* 1964), britischer Schauspieler
- David Kennedy (Musiker) (* 1976), US-amerikanischer Musiker
- David Johnelle Kennedy (* 1989), US-amerikanischer Basketballspieler
- Dean Kennedy (* 1963), kanadischer Eishockeyspieler
- Declan Kennedy (* 1934), irischer Architekt
- Dermot Kennedy (* 1991), irischer Singer-Songwriter
- Donald Kennedy (1931–2020), US-amerikanischer Biologe und Herausgeber
- Douglas Kennedy (Schauspieler) (1915–1973), US-amerikanischer Schauspieler
- Douglas Kennedy (Politiker) (1916–2003), kanadischer Politiker
- Douglas Kennedy (Autor) (* 1955), US-amerikanischer Schriftsteller
- Douglas Harriman Kennedy (* 1967), US-amerikanischer Journalist
- Duncan Kennedy (Jurist) (* 1942), US-amerikanischer Jurist
- Duncan Kennedy (Rennrodler) (* 1967), US-amerikanischer Rennrodler
- Duncan Kennedy (Drehbuchautor), US-amerikanischer Drehbuchautor
- Duncan F. Kennedy, britischer Altphilologe

### E
- Eamonn L. Kennedy (1921–2000), irischer Diplomat
- Eddie Kennedy (* 1960), irischer Künstler
- Edgar Kennedy (1890–1948), US-amerikanischer Schauspieler
- Edmund Kennedy (1818–1848), australischer Entdecker
- Edward Kennedy (Journalist) (1905–1963), US-amerikanischer Journalist
- Edward Kennedy (1932–2009), US-amerikanischer Politiker
- Edward Shirley Kennedy (1817–1898), englischer Bergsteiger, Schachspieler und Autor
- Edward Stewart Kennedy (1912–2009), US-amerikanischer Wissenschaftshistoriker
- Eliot Kennedy, britischer Songwriter und Musikproduzent
- Elizabeth Lapovsky Kennedy (* 1939), US-amerikanische Autorin, Frauenrechtlerin und Amerikanistin
- Emma Kennedy (* 1967), britische Autorin und Schauspielerin
- Erica Kennedy (1970–2012), US-amerikanische Schriftstellerin und Journalistin
- Erin Kennedy (* 1992), britische Ruderin
- Ethel Kennedy (geb. Ethel Skakel; 1928–2024), Witwe von Robert F. Kennedy
- Euan Kennedy (* 1954), schottischer Rugby-Union-Spieler
- Eugene Kennedy (Biochemiker) (1919–2011), US-amerikanischer Biochemiker
- Eugene Kennedy (Psychologe) (1928–2015), US-amerikanischer Psychologe und Autor
- Eunice Kennedy-Shriver (1921–2009), US-amerikanische Aktivistin für Behinderte

### F
- Florynce Kennedy (1916–2000), US-amerikanische Juristin, Bürgerrechtlerin und Frauenrechtlerin
- Fred Kennedy (Frederick Kennedy; 1902–1963), englischer Fußballspieler

### G
- George Kennedy (1925–2016), US-amerikanischer Schauspieler
- George Kennedy (Sportpromoter) (George Washington Kendall; 1881–1921), kanadischer Sportpromoter und Unternehmer
- George A. Kennedy (Sinologe) (George Alexander Kennedy; 1901–1960), US-amerikanischer Sinologe
- George A. Kennedy (Altphilologe) (George Alexander Kennedy; 1928–2022), US-amerikanischer Klassischer Philologe
- George O’Brien Kennedy (1912–1998), irischer Bootsbauer
- Geraldine Kennedy (* 1951), irische Journalistin und Politikerin
- Gerard Kennedy (1932–2025), australischer Schauspieler
- Georgina Kennedy (* 1997), englische Squashspielerin

- Gordon Kennedy (Schauspieler, 1958) (Gordon Gilbert Kennedy, * 1958), britischer Schauspieler
- Gordon Kennedy (Schauspieler, 1968) (Hans Gordon McGregor Kennedy; * 1968), dänisch-schottischer Schauspieler, Drehbuchautor, Regisseur und Musiker
- Gordon Kennedy (Leichtathlet) (* 1981), irischer Leichtathlet
- Grace Kennedy (Schriftstellerin) (1782–1825), schottische Schriftstellerin
- Grace Kennedy (Sängerin) (* 1958), britische Sängerin, Schauspielerin und Moderatorin

### H
- Hans D. Kennedy (* 1924), niederländisch-australischer Astronom
- Harrison Kennedy (Musiker) (* 1942), kanadischer Bluesmusiker
- Harrison Kennedy (Fußballspieler) (* 1989), liberianischer Fußballspieler
- Helena Kennedy, Baroness Kennedy of The Shaws (* 1950), britische Juristin, Journalistin und Politikerin
- Helen Kennedy (Schwimmerin) (* 1949), kanadische Schwimmerin
- Helen Kennedy (Bischöfin) (* 1968), kanadische anglikanische Bischöfin
- Henry Joseph Kennedy (1915–2003), australischer Priester, Bischof von Armidale
- Hubert Kennedy (* 1931), US-amerikanischer Autor und Mathematiker
- Hugh Kennedy (Jurist) (1879–1936), irischer Jurist, Richter und Politiker
- Hugh Alexander Kennedy (1809–1878), britischer Schachspieler
- Hugh N. Kennedy (* 1947), Arabist und Hochschullehrer

### I
- Iain Kennedy (* 1950), irischer Ruderer
- Ildephons Kennedy (1722–1804), schottisch-deutscher Mönch und Naturforscher
- Izaac Kennedy (* 2000), australischer BMX-Rennfahrer

### J
- J. Kennedy, schottischer Fußballspieler
- Jacqueline Kennedy Onassis (1929–1994), US-amerikanische Journalistin und Lektorin, First Lady der Vereinigten Staaten
- Jack Kennedy (Fußballspieler) (John Kennedy; 1870–1940), schottischer Fußballspieler
- Jack Kennedy (Musiker), US-amerikanischer Musiker
- Jack Kennedy (Rennfahrer) (* 1987), irischer Motorradrennfahrer
- Jack Kennedy (Tennisspieler) (* 2008), US-amerikanischer Tennisspieler

- Jakob Kennedy (1408–1465), schottischer Geistlicher, Bischof von St Andrews
- James Kennedy (Politiker) (1853–1928), US-amerikanischer Politiker
- James Kennedy (Politiker, 1909) (1909–1968), irischer Politiker der Fianna Fáil
- James C. Kennedy, US-amerikanischer Verleger
- Jamie Kennedy (* 1970), US-amerikanischer Schauspieler
- Janet Kennedy (Janet Douglas, Countess of Angus; um 1483–1543), schottische Adlige und Mätresse von Jakob IV.
- Jay Kennedy (1956–2007), US-amerikanischer Comicautor
- Jayne Kennedy (* 1951), US-amerikanische Schauspielerin und Moderatorin
- Jean Kennedy Smith (1928–2020), US-amerikanische Diplomatin
- Jerry Kennedy (* 1940), US-amerikanischer Musiker und Musikproduzent
- Jessica Parker Kennedy (* 1984), kanadische Schauspielerin
- Jim Kennedy (1934–2002), schottischer Fußballspieler
- Jimmy Kennedy (1902–1984), nordirischer Liedtexter
- Joan Kennedy (* 1960), kanadische Musikerin
- Joan Bennett Kennedy (* 1936), Ehefrau von Edward Kennedy
- Jock Kennedy (1928–2013), britischer Luftwaffenoffizier
- Joe Kennedy (1979–2007), US-amerikanischer Baseballspieler
- Joe Kennedy, Jr. (Joseph J. Kennedy, Jr.; 1923–2004), US-amerikanischer Violinist, Komponist und Hochschullehrer
- John Kennedy (Offizier, 1893) (1893–1970), britischer Generalmajor und Gouverneur von Südrhodesien
- John Kennedy (Ruderer) (1900–1971), US-amerikanischer Ruderer
- John Kennedy (Footballspieler) (John James Kennedy Sr.; 1928–2020), australischer Australian-Football-Spieler und -Trainer
- John Kennedy (Radsportler) (1931–1989), schottischer Radrennfahrer
- John Kennedy (Bildhauer)  (1931–2004), US-amerikanischer Bildhauer
- John Kennedy (Maler)  (* 1949), US-amerikanischer Maler
- John Kennedy (DJ) (* 1965), britischer DJ
- John Kennedy (Fußballspieler, 1983) (* 1983), schottischer Fußballspieler
- John Kennedy (Eishockeyspieler) (* 1987), US-amerikanisch-australischer Eishockeyspieler
- John Kennedy (Fußballspieler, 2002) (* 2002), brasilianischer Fußballspieler
- John Doby Kennedy (1840–1896), US-amerikanischer Politiker
- John F. Kennedy (1917–1963), US-amerikanischer Politiker, Präsident 1961 bis 1963
- John F. Kennedy (Ingenieur) (John Fisher Kennedy; 1933–1991), US-amerikanischer Ingenieur und Hydrauliker
- John F. Kennedy, Jr. (1960–1999), US-amerikanischer Jurist und Verleger
- John J. Kennedy (1856–1914), US-amerikanischer Politiker
- John Joseph Kennedy (* 1968), irischer Geistlicher und Kurienbeamter
- John L. Kennedy (1854–1946), US-amerikanischer Politiker
- John Neely Kennedy (* 1951), US-amerikanischer Politiker
- John P. Kennedy (1795–1870), US-amerikanischer Politiker und Schriftsteller
- Joseph P. Kennedy (1888–1969), US-amerikanischer Geschäftsmann und Diplomat, Vater des US-Präsidenten John F. Kennedy
- Joseph P. Kennedy junior (1915–1944), US-amerikanischer Pilot
- Joseph Patrick Kennedy II (* 1952), US-amerikanischer Unternehmer und Politiker (Demokratische Partei)
- Joseph Patrick Kennedy III (* 1980), US-amerikanischer Jurist und Politiker (Demokratische Partei)
- Joseph William Kennedy (1916–1957), US-amerikanischer Physiker
- Joshua Kennedy (* 1982), australischer Fußballspieler
- Joyce Kennedy (Schauspielerin, 1898) (1898–1943), britische Schauspielerin
- Joyce Kennedy (Schauspielerin, 1937) (* 1937), britische Schauspielerin
- Joyce Jean Kennedy (* 1948), US-amerikanische Sängerin

### K
- Kai Kennedy (* 2002), schottischer Fußballspieler
- Karen Kennedy (* 1966), britische Sportgymnastin
- Karol Kennedy (1932–2004), US-amerikanische Eiskunstläuferin
- Kathleen Kennedy (Filmproduzentin) (* 1953), US-amerikanische Filmproduzentin
- Kathleen Kennedy (Journalistin) (* 1964), US-amerikanische Journalistin
- Kathleen Agnes Kennedy, Geburtsname von Kathleen Cavendish (1920–1948), Schwester von John F. Kennedy
- Kathleen Hartington Kennedy, Geburtsname von Kathleen Kennedy Townsend (* 1951), US-amerikanische Politikerin
- Ken Kennedy (Regisseur), US-amerikanischer Filmregisseur, Drehbuchautor und Schauspieler
- Ken Kennedy, ein Ringname von Ken Anderson (Wrestler) (* 1976), US-amerikanischer Wrestler
- Kenneth Kennedy (1913–1985), australischer Eisschnellläufer, Eishockeyspieler und -funktionär
- Kenneth W. Kennedy (1945–2007), US-amerikanischer Informatiker
- Kerry Kennedy (* 1959), US-amerikanische Menschenrechtsaktivistin
- Kevin B. Kennedy (* um 1968), pensionierter Generalleutnant der US Air Force
- Kira Simon-Kennedy, US-amerikanische Filmproduzentin und Unternehmerin
- Kristina Kennedy, US-amerikanische Schauspielerin, siehe Kristina und Michelle Kennedy

### L
- Lachlan Kennedy (* 2003), australischer Sprinter
- Lauri Kennedy (1896–1985), australischer Cellist
- Leigh Kennedy (* 1951), US-amerikanisch-britische Schriftstellerin
- Louise Kennedy (* 1967), irische Schriftstellerin
- Lucy Kennedy (* 1988), australische Radrennfahrerin
- Ludovic Kennedy (1919–2009), britischer Journalist und Schriftsteller

### M
- Madeleine Kennedy (* 1990), australische Filmschauspielerin, Filmproduzentin, Drehbuchautorin und Autorin.
- Madge Kennedy (1891–1987), US-amerikanische Schauspielerin
- Marc Kennedy (* 1982), kanadischer Curler
- Marcella Corcoran Kennedy (* 1963), irische Politikerin; Staatsministerin
- Margaret Kennedy (1896–1967), britische Autorin
- Margaret Fairlie-Kennedy (1925–2013), US-amerikanische Komponistin
- Margrit Kennedy (1939–2013), deutsche Architektin, Ökologin und Autorin
- Maria Doyle Kennedy (* 1964), irische Schauspielerin und Sängerin
- Mark Kennedy (Politiker) (* 1957), US-amerikanischer Politiker
- Mark Kennedy (Boxer) (* 1967), jamaikanischer Boxer
- Mark Kennedy (Polizist) (* 1969), britischer Polizeioffizier
- Mark Kennedy (Fußballspieler) (* 1976), irischer Fußballspieler und -trainer
- Mark Kennedy (Segler), neuseeländischer Segler
- Marny Kennedy (* 1994), australische Schauspielerin
- Martin J. Kennedy (1892–1955), US-amerikanischer Politiker
- Mary Kennedy (* 1956), irische Fernsehmoderatorin
- Mary Ann Kennedy (* 1949), US-amerikanischer Musiker
- Mary Frances Kennedy Fisher (1908–1991), US-amerikanische Essayistin, siehe M. F. K. Fisher
- Matthew Kennedy (* 1994), schottisch-nordirischer Fußballspieler
- Matthew P. Kennedy (1908–1957), US-amerikanischer Basketballschiedsrichter
- Max Kennedy Jr. (* 1993), amerikanischer Regierungsfreiwilliger, politischer Organisator und Mitglied der Kennedy-Familie
- Merle Kennedy (* 1967), US-amerikanische Schauspielerin
- Merna Kennedy (1908–1944), US-amerikanische Schauspielerin
- Michael Kennedy (Politiker, 1897) (Michael Joseph Kennedy; 1897–1965), irischer Politiker
- Michael Kennedy (Journalist) (1926–2014), britischer Journalist, Musikkritiker und Biograf
- Michael Kennedy (Politiker, 1949) (* 1949), irischer Politiker
- Michael Kennedy (Drehbuchautor) (* 1980), US-amerikanischer Drehbuchautor
- Michael Kennedy (Bergsteiger), US-amerikanischer Bergsteiger, Fotograf und Herausgeber
- Michael Edward Kennedy III (* 1927), US-amerikanischer Eiskunstläufer, siehe Peter Kennedy (Eiskunstläufer)
- Michael J. Kennedy (Michael Joseph Kennedy; 1897–1949), US-amerikanischer Politiker
- Michael LeMoyne Kennedy (1958–1997), US-amerikanischer Politiker
- Michael Peter Kennedy (* 1963), irischer Informatiker
- Michael Robert Kennedy (* 1968), australischer Geistlicher, Bischof von Maitland-Newcastle
- Michelle Kennedy, US-amerikanische Schauspielerin, siehe Kristina und Michelle Kennedy
- Mick Kennedy (Michael Francis Martin Kennedy; 1961–2019), englisch-irischer Fußballspieler
- Mike Kennedy, Künstlername von Michael Kogel (* 1945), deutscher Musiker
- Mike Kennedy (Footballspieler) (Michael Scott Kennedy; * 1959), US-amerikanischer American-Football-Spieler
- Mike Kennedy (Politiker) (Michael Steven Kennedy; * 1969), US-amerikanischer Politiker
- Mike Kennedy (Eishockeyspieler) (* 1972), kanadischer Eishockeyspieler
- Mimi Kennedy (* 1948), US-amerikanische Schauspielerin
- Moorhead C. Kennedy Jr. (1930–2024), US-amerikanischer Diplomat und Geisel
- Myles Kennedy (* 1969), US-amerikanischer Rocksänger

### N
- Neil Kennedy-Cochran-Patrick (1926–1994), britischer Segler
- Nery Kennedy (* 1973), paraguayischer Speerwerfer
- Nigel Kennedy (* 1956), britischer Violinist
- Nina Kennedy (* 1997), australische Stabhochspringerin
- Nixson Anak Kennedy (* 1995), malaysischer Leichtathlet

### O
- Ohene Kennedy (* 1973), ghanaischer Fußballspieler

### P
- Pagan Kennedy (* 1962), US-amerikanische Autorin
- Page Kennedy (* 1976), US-amerikanischer Schauspieler
- Patricia Kennedy Lawford (1924–2006), Schwester von John F. Kennedy
- Patrick Kennedy (Filmeditor), US-amerikanischer Filmeditor
- Patrick Kennedy (Schwimmer) (* 1964), US-amerikanischer Schwimmer
- Patrick Kennedy (Schauspieler) (* 1977), britischer Schauspieler
- Patrick Brendan Kennedy (1929–1966), irischer Mathematiker und Schachspieler
- Patrick F. Kennedy (* 1949), US-amerikanischer Regierungsbeamter und Diplomat
- Patrick Joseph Kennedy (Unternehmer) (1858–1929), US-amerikanischer Unternehmer und Politiker
- Patrick Joseph Kennedy (Politiker) (* 1967), US-amerikanischer Politiker
- Paul Kennedy (* 1945), britischer Historiker, Politikwissenschaftler und Autor
- Paul Kennedy (Journalist), kanadischer Musikjournalist und Moderator
- Paul Kennedy (Radsportler, 1978) (* 1978), australischer Radsportler
- Paul Kennedy (Radsportler, 1980) (* 1980), irischer Radsportler
- Paul Kennedy (Schauspieler), Schauspieler, Produzent und Regisseur
- Paul Kennedy (Reiter) (* 1993), irischer Springreiter
- Pete Kennedy (1929/1930–2012), britischer Jazzmusiker
- Peter Kennedy (Eiskunstläufer) (Michael Edward Kennedy III; * 1927), US-amerikanischer Eiskunstläufer
- Peter Kennedy (Künstler) (* 1945), australischer Künstler
- Peter Kennedy (Segler) (* 1964), irischer Segler
- Peter Kennedy (Fußballspieler) (* 1973), nordirischer Fußballspieler
- Peyton Kennedy (* 2004), kanadische Schauspielerin
- Prince Kennedy (* 1993), liberianischer Fußballspieler

### R
- Randall Kennedy (* 1954), US-amerikanischer Jurist
- Ray Kennedy (Musiker) (Raymond Louis Kennedy; 1946–2014), US-amerikanischer Rockmusiker
- Ray Kennedy (Fußballspieler) (Raymond Kennedy; 1951–2021), englischer Fußballspieler
- Ray Kennedy (Countrysänger) (* 1954), US-amerikanischer Countrysänger
- Ray Kennedy (Pianist) (Raymond Huston Kennedy Junior; 1957–2015), US-amerikanischer Jazzpianist und Arrangeur
- Raymond Kennedy (1934–2008), US-amerikanischer Schriftsteller
- Rebekah Kennedy (Politikerin) (* 1978), US-amerikanische Politikerin
- Rebekah Kennedy (Schauspielerin) (* 1984), US-amerikanische Schauspielerin
- Richard Kennedy (* 1932), US-amerikanischer Autor
- Richard T. Kennedy (1919–1998), US-amerikanischer Offizier und Diplomat
- Robert Kennedy (Hockeyspieler) (1880–1963), irischer Hockeyspieler
- Robert Kennedy (Leichtathlet, 1916) (1916–2004), britischer Hochspringer
- Robert Kennedy, genannt Bobby Kennedy (Fußballspieler) (1937–2025), schottischer Fußballspieler und -trainer
- Robert Kennedy (Verleger) (1938–2012), kanadischer Bodybuilder, Autor und Verleger
- Robert Kennedy (Leichtathlet, 1970) (* 1970), US-amerikanischer Langstreckenläufer
- Robert Kennedy (Cricketspieler) (* 1972), neuseeländischer Cricketspieler
- Robert F. Kennedy (1925–1968), US-amerikanischer Senator, Justizminister und Präsidentschaftskandidat
- Robert F. Kennedy Jr. (* 1954), US-amerikanischer Rechtsanwalt und Gesundheitsminister; Sohn von Robert F. Kennedy
- Robert Foster Kennedy (1884–1952), britisch-US-amerikanischer Neurologe
- Robert John Kennedy (1851–1936), britischer Diplomat
- Robert P. Kennedy (1840–1918), US-amerikanischer Politiker
- Robert Kennedy (Footballspieler), US-amerikanischer American-Football-Spieler
- Roger Kennedy (1926–2011), US-amerikanischer Jurist
- Ron Kennedy (1953–2009), kanadischer Eishockeyspieler und -trainer
- Rory Kennedy (* 1968), US-amerikanische Dokumentarfilmregisseurin und -produzentin
- Roy Kennedy (Rennfahrer) (1937–2015), britischer Automobilrennfahrer und Manager
- Roy Kennedy, Baron Kennedy of Southwark (* 1962), britischer Politiker
- Roy J. Kennedy (Roy James Kennedy; 1897–1986), US-amerikanischer Physiker
- Russell Kennedy (* 1991), kanadischer Skilangläufer
- Ruth Kennedy (* 1957), britische Sprinterin

### S
- Sam Kennedy (1881–1955), schottischer Fußballspieler
- Sami Kennedy-Sim (* 1988), australische Freestyle-Skierin
- Sandy Kennedy (1853–1944), schottischer Fußballspieler
- Scott Kennedy (* 1997), kanadischer Fußballspieler
- Scott Hamilton Kennedy (* 1965), US-amerikanischer Filmregisseur, Filmproduzent und Filmeditor
- Sean Kennedy (1985–2021), australischer Rockmusiker
- Sengbe Kennedy (* 1989), liberianischer Fußballspieler
- Sheldon Kennedy (* 1969), kanadischer Eishockeyspieler
- Sophia Kennedy (* 1989), US-amerikanische Sängerin und Musikerin
- Sophie Kennedy Clark (* 1990), britische Schauspielerin
- Stetson Kennedy (1916–2011), US-amerikanischer Menschenrechtler
- Stewart Kennedy (* 1949), schottischer Fußballtorhüter
- Stuart Kennedy (* 1953), schottischer Fußballspieler
- Susan Ariel Rainbow Kennedy (* 1954), US-amerikanische Malerin und Autorin, siehe SARK
- Susanne Kennedy (* 1977), deutsche Theaterregisseurin
- Sybil Kennedy (1899–1986), kanadische Bildhauerin

### T
- Tenille Kennedy, australische Filmproduzentin
- Terry Kennedy (Rugbyspieler, 1954) (* 1954), irischer Rugby-Union-Spieler
- Terry Kennedy (Baseballspieler) (* 1956), US-amerikanischer Baseballspieler
- Terry Kennedy (Skateboarder) (* 1985), US-amerikanischer Skateboarder
- Terry Kennedy (Rugbyspieler, 1996) (* 1996), irischer Rugbyspieler
- Theodore Kennedy (1925–2009), kanadischer Eishockeyspieler
- Thomas Kennedy (Politiker, 1776) (1776–1832), US-amerikanischer Politiker
- Thomas Kennedy (Politiker, 1860) (1860–1929), australischer Politiker
- Thomas Kennedy (Politiker, 1874) (1874–1954), schottischer Politiker
- Thomas Kennedy (Leichtathlet) (1884–1937), US-amerikanischer Marathonläufer
- Thomas Kennedy (Politiker, 1887) (1887–1963), US-amerikanischer Gewerkschafter und Politiker, Vizegouverneur von Pennsylvania
- Thomas Fortescue Kennedy (1774–1846), britischer Marineoffizier
- Thomas Francis Kennedy (Politiker) (1788–1879), schottischer Politiker
- Thomas Francis Kennedy (Erzbischof) (1858–1917), US-amerikanischer römisch-katholischer Bischof
- Thomas Laird Kennedy (1878–1959), kanadischer Politiker
- Tim Kennedy (Politiker) (* 1976), US-amerikanischer Politiker der Demokratischen Partei
- Tim Kennedy (* 1986), US-amerikanischer Eishockeyspieler
- Tom Kennedy (Schauspieler) (1885–1965), US-amerikanischer Schauspieler
- Tom Kennedy (Moderator) (1927–2020), US-amerikanischer Fernsehmoderator
- Tom Kennedy (Filmeditor) (um 1948–2011), US-amerikanischer Filmeditor und Regisseur
- Tom Kennedy (Musiker) (* 1960), US-amerikanischer Jazzmusiker
- Tom Kennedy (Fußballspieler) (* 1985), englischer Fußballspieler
- Troy Kennedy Martin (1932–2009), britischer Drehbuchautor
- Tsiala Kennedy (* 1984), madagassischer Fußballspieler
- Tyler Kennedy (* 1986), kanadischer Eishockeyspieler

### W
- Walter Kennedy (Dichter) (um 1460–um 1508), schottischer Dichter
- Walter Kennedy (Sportfunktionär) (James Walter Kennedy; 1912–1977), US-amerikanischer Basketballfunktionär
- Warren Kennedy (1933/34–1956), australischer Tennisspieler
- Warring Kennedy (1827–1904), kanadischer Politiker, Bürgermeister von Toronto
- William Kennedy (Politiker, 1768) (1768–1834), US-amerikanischer Politiker (North Carolina)
- William Kennedy (Politiker, 1775) (1775–1826), US-amerikanischer Politiker (New Jersey)
- William Kennedy (Marineoffizier) (1814–1890), kanadisch-britischer Marineoffizier und Polarforscher
- William Kennedy (Politiker, 1854) (1854–1918), US-amerikanischer Politiker (Connecticut)
- William Kennedy (Leichtathlet) (1899–1992), kanadischer Hochspringer
- William Kennedy (Autor) (* 1928), US-amerikanischer Schriftsteller und Drehbuchautor
- William Kennedy (Schwimmer) (Bill Kennedy; * 1952), kanadischer Schwimmer
- William Kennedy (Schlagzeuger) (* 1957), US-amerikanischer Jazz-Schlagzeuger
- William James Kennedy (* 1943), britischer Paläontologe und Geologe
- William Quarrier Kennedy (1903–1979), britischer Geologe und Petrograph
- William R. Kennedy (William Robert Kennedy; * 1927), US-amerikanischer Neurologe

### Z
- Zack Kennedy (* 1995), US-amerikanischer Tennisspieler